# Tổng giáo phận Delhi
Tổng giáo phận Delhi (tiếng Hindi: दिल्ली के सूबा; tiếng Latinh: Archidioecesis Delhiensis) là một tổng giáo phận của Giáo hội Công giáo Rôma ở phía bắc Ấn Độ.
Nhà thờ chính tòa của tổng giáo phận là Nhà thờ chính tòa Thánh Tâm ở thủ đô New Delhi của Ấn Độ.

## Lịch sử
- 13/9/1910: Tổng giáo phận đô thành Simla được thành lập trên lãnh thổ tách ra từ Tổng giáo phận Agra và Giáo phận Lahore.
- 13/4/1937: Đổi tên thành Tổng giáo phận đô thành Delhi và Simla.
- 4/6/1959: Đổi tên thành Tổng giáo phận đô thành Delhi, đồng thời tách ra một phần lãnh thổ để thành lập Giáo phận Simla.

Giáo hoàng Gioan Phaolô II đã đến thăm tổng giáo phận 2 lần, vào tháng 2/1986 và tháng 11/1999.

## Thống kê
Tính đến  năm 2014, trên toàn tổng giáo phận có 115.300 giáo dân (0,4% trên dân số 26.810.000) trên diện tích 15.420 kilômét vuông (5.950 dặm vuông Anh), chia ra thành 60 giáo xứ và 4 giáo hội. Trên địa bàn có tổng cộng 301 linh mục (130 linh mục triều, 171 linh mục dòng), 1.006 tu sĩ (391 nam tu sĩ, 615 nữ tu sĩ) và 25 chủng sinh.

## Lãnh đạo
Tổng giám mục Simla
- Anselm Edward John Kenealy, Dòng Anh Em Hèn Mọn Capuchin (O.F.M. Cap.) (21/12/1910 – 13/1/1936)
  - Giám quản Tông tòa Anselm Edward John Kenealy, O.F.M. Cap. (13/1/1936 – 13/4/1937), sau trở thành Tổng giám mục hiệu tòa Ratiaria (13/1/1936 – 8/12/1943 qua đời)

Tổng giám mục Delhi và Simla
- Silvestro Patrizio Mulligan, O.F.M. Cap. (13/4/1937 – 16/8/1950), sau trở thành Tổng giám mục hiệu tòa Cyrrhus (16/8/1950 – 23/10/1950)
  - Đức cha Giám quản Tông tòa John Burke (1950 – 12/4/1951) (sau trở thành Giám mục)
- Joseph Alexander Fernandes (12/4/1951 – 4/6/1959)

Tổng giám mục Delhi
- Joseph Alexander Fernandes (4/6/1959 – 16/9/1967)
- Angelo Innocent Fernandes (16/9/1967 – 19/11/1990)
- Alan Basil de Lastic (19/11/1990 – 20/6/2000)
- Vincent Michael Conçessao (7/9/2000 – 30/11/2012)
  - Giám mục phụ tá: Franco Mulakkal (17/1/2009 – 13/6/2013)
- Anil José Tomas Couto (30/11/2012 – ...)

## Giáo phận trực thuộc
- Giáo phận Jammu–Srinagar
- Giáo phận Jalandhar
- Giáo phận Simla và Chandigarh